# 弗朗索瓦·德·若古
弗朗索瓦·德·雅库尔侯爵（法語：Arnail François, marquis de Jaucourt，1757年11月14日—1852年2月5日），是法国政治家、贵族，大革命与拿破仑时期陆军中将。他漫长的职业生涯经历了包括第一共和国、第一帝国、波旁复辟、七月王朝等多个时代。